# Blodkol
Blodkol eller blodlutkol är en kemisk substans som erhålls genom förkolning av intorkat blod med pottaska och därpå följande urlakning med saltsyrat vatten och glödgning.
Blodkol används på grund av sin stora avfärgningsförmåga bland annat för rening av dricksvatten.